# Didam
Didam é uma cidade localizada na província de Guéldria, nos Países Baixos. Estando na região oeste do país, em " 